# Fosco Dinucci
Fosco Dinucci (Pontasserchio, 27 maggio 1921 – Pontasserchio, 28 aprile 1993) è stato un politico e partigiano italiano.

## Biografia
Fin dal 1935, fra gli operai, i contadini e gli studenti, aveva dato vita a iniziative contro il fascismo, formandosi come rivoluzionario e comunista. Durante la seconda guerra mondiale, organizzò il Comitato clandestino di un reggimento insieme con altri militari comunisti, costituendo cellule fra i soldati e sviluppando l'opposizione alla guerra fascista nelle forze armate.
Fu membro, come rappresentante del Partito Comunista Italiano, della commissione militare del Comitato di Liberazione Nazionale di Pisa; fu gappista, commissario politico, comandante partigiano. Dopo la Liberazione, fu dirigente della Federazione provinciale di Pisa e membro del Comitato regionale toscano del Partito Comunista Italiano.
Nel 1949 venne chiamato a insegnare presso la Scuola centrale quadri di partito alle Frattocchie. Si pronunciò contro la politica kruscioviana, contro la "socialdemocratizzazione" avviata dai dirigenti del PCI e per la continuità del marxismo-leninismo. Di conseguenza fu allontanato dal partito dai dirigenti del PCI.
Fu tra i promotori del Movimento marxista-leninista italiano, che ebbe Nuova Unità come organo di stampa. Quando a Livorno, il 15 ottobre 1966, si costituì il Partito Comunista d'Italia (marxista-leninista), Fosco Dinucci fu eletto segretario generale, carica che mantenne fino al 15 settembre 1991, quando il Pcd'I(m-l), con il suo 6º congresso straordinario si sciolse per confluire nel Movimento della Rifondazione Comunista, cui egli aderì.